# Crepidium kandae
Crepidium kandae är en orkidéart som först beskrevs av Tamotsu Hashimoto, och fick sitt nu gällande namn av Marg.. Crepidium kandae ingår i släktet Crepidium, och familjen orkidéer. Inga underarter finns listade i Catalogue of Life.